# Max Noether
Max Noether, né le 24 septembre 1844 à Mannheim et mort le 13 décembre 1921 à Erlangen, est un mathématicien allemand. Il est principalement connu pour être le père de Emmy Noether.

## Biographie
Né de parents juifs et commerçants, il eut une scolarité perturbée par la poliomyélite, mais passa néanmoins son doctorat en 1868 à Heidelberg (sous la direction de Otto Hesse et de Gustav Kirchhoff). Professeur à l'université d'Erlangen, il eut quatre enfants dont Emmy, l'une des plus grandes mathématiciennes du XXe siècle. Il est lui-même considéré comme l'un des plus grands mathématicien du XIXe siècle.

## Travaux
Spécialiste de la géométrie algébrique dont il est l'un des fondateurs, on lui doit notamment un théorème important sur l'intersection de deux courbes algébriques.